# Lesence-patak
A Lesence-patak Uzsától északkeletre ered, Veszprém vármegyében. A patak forrásától kezdve déli irányban halad, Balatonedericsig, ahol beletorkollik a Balatonba.
A Lesence-patak vízgazdálkodási szempontból a Balaton-közvetlen Vízgyűjtő-tervezési alegység működési területéhez tartozik.

## Part menti települések
- Uzsa
- Lesenceistvánd
- Lesencetomaj
- Balatonederics